# محمد بن سعود الكبير آل سعود
محمد بن سعود الكبير بن عبد العزيز بن سعود بن فيصل بن تركي بن عبد الله آل سعود، ووالدته هي نورة بنت عبد الرحمن بن فيصل آل سعود شقيقة الملك عبد العزيز ولقّبَه خاله الملك عبد العزيز بشقران لشجاعته ولأصفرار لون شعره.

## ولادته ونشأته
ولد الأمير محمد بن سعود الكبير في مدينة الرياض عام 1326هـ/1908م ونشأ في ظل والده ووالدته وخاله الملك عبد العزيز وكانت هذه النشأة لها كبير الأثر في تربيته وتنشئته النشأة الإسلامية والعربية الأصيلة، كما تلقى العلم على يد رجال علم أفاضل، فكان لتلك العوامل الأثر الكبير في تكوين شخصيته، المتمثلة في الحفاظ على أمور الدين والتمسك بها والتحلي بالأخلاق العربية الكريمة، والتفاني في عمل الخير كما اشتهر الأمير محمد بن سعود الكبير بالعمل الخيري ورعاية المحتاجين والأيتام وعتق الأرقاب والاهتمام بموروث الاسرة.

## مسيرته
عندما كان الأمير محمد بن سعود الكبير في مرحلة الطفولة حرص والده الأمير سعود الكبير على حضوره بعض المعارك دون المشاركة فيها لصغر سنه، إنما لمراقبة المعركة عن بُعد والتعلم واكتساب مهارات القتال، ومنها معركة ضم حائل حيث كان عمره آنذاك اثنا عشر عامًا تقريبًا، وكان أحيانًا يبيت مع خاله الملك عبد العزيز في خيمته لصغر سنه، وبعد بلوغ الأمير محمد بن سعود الكبير سن الرشد شارك في بعض المعارك التي جرت في سبيل توحيد أراضي السعودية والدفاع عنها، مثل معركة حصار جدة (حرب الرغامة) عام 1343هـ/1925م، ومعركة السبلة عام 1347هـ/1929م، وفي الحرب السعودية اليمنية (حرب نجران) عام 1352هـ/1934م، حيث كان أحد قادة الجيش السعودي في تلك الحرب، وفيها سقطت «نقعة» على يديه وتم فتح حصنها واستسلام جميع من فيه، مع أنها كانت من أقوى تحصينات ودفاعات المملكة المتوكلية اليمنية في تلك المنطقة.

## صديق الملوك
عاشر الأمير محمد بن سعود الكبير جميع ملوك المملكة العربية السعودية، بدءًا من المؤسس الملك عبد العزيز ثم الملك سعود والملك فيصل والملك خالد والملك فهد والملك عبدالله عندما كان وليًا للعهد، وكذلك الملك سلمان عندما كان أميرًا لمنطقة الرياض، فكان مخلصًا لدينه ثم مليكه ووطنه، كما كانت له مكانة خاصة لديهم جميعًا، فكان خير معين وناصح لهما. 

## كأس الوفاء
كأس الأمير محمد بن سعود الكبير أو كأس الوفاء للفروسية هو احتفاء سنوي ومتجدد بما قدمه الأمير محمد بن سعود الكبير لهذه الرياضة وهذا المهرجان السنوي الكبير بدأه الملك عبد الله بن عبد العزيز في عام 1416هـ/1995م وأن الاحتفال بهذا الكأس يُعد تثمينًا من قيادة البلاد لدور الأمير محمد بن سعود الكبير الريادي في إبراز هذه الرياضة العربية الأصيلة.

## هواياته
تعلم الأمير محمد بن سعود الكبير الفروسية وركوب الخيل منذ صغره، فكبر وكبرت معه تلك الهواية، فأصبح يقتني أفضل وأجود الخيول في الجزيرة العربية، كما كان له واحدًا من أكبر الإسطبلات في المملكة العربية السعودية الإسطبل الأزرق،  الذي حاز على الكثير من الجوائز والكؤوس منذ عهد الملك سعود إلى أن توفي في عهد الملك فهد، كما كان من الداعمين لسباقات خيول الإنتاج المحلي مع أخيه الملك عبد الله، كما كان يقتني الهجن الأصائل التي حققت الكثير من الجوائز في الميادين المحلية والخليجية، ويُعد من المهتمين باقتناء الإبل بجميع ألوانها، كما حرص على تطوير سلالاتها وتحسينها، حتى انتشرت هذه السلالات بين الناس في ذلك الوقت، ولا تزال حتى وقتنا الحاضر.

## الأبناء
- الأمير الشاعر عبد الله بن محمد بن سعود الكبير (متوفى).[1][2]
- الأميرة حصة بنت محمد بن سعود الكبير (توفيت يوم الإثنين 12 شوال 1437هـ الموافق 17 يوليو 2016م وصلي عليها في جامع الإمام تركي بن عبد الله بالرياض).[3]
- الأميرة موضي بنت محمد بن سعود الكبير. (توفيت يوم الإثنين 15 ذي الحجة 1444هـ الموافق 3 يوليو 2023 م وصلي عليها في جامع الإمام تركي بن عبد الله بالرياض).[3] متزوجة من الأمير سعود بن محمد بن عبد العزيز بن سعود آل سعود ولها من الأبناء الأمير بندر ، الأمير عبدالعزيز،الأميره أسماء، الأمير سلطان ، الأمير عبدالله.
- الأمير فيصل بن محمد بن سعود الكبير (لواء ركن طيار متقاعد). متزوج من الأميرة هالة بنت سطام بن عبد العزيز آل سعود[4] وله الأميرة سارة(متزوجة من الأمير سعود بن طلال بن بدر بن سعود بن عبدالعزيز آل سعود) .
- الأميرة سارة بنت محمد بن سعود الكبير. متزوجة من الشيخ خالد بن راكان بن ضيدان بن خالد آل حثلين [5]
- الأمير سلطان بن محمد بن سعود الكبير (مؤسس شركة المراعي ورئيس مجلس إدارتها السابق).[6]
- الأميرة نورة بنت محمد بن سعود الكبير. متزوجة من الأمير مشهور بن عبد العزيز آل سعود. ولها من الأبناء الاميره نوف, الاميره ساره ،الاميره لولوه
- الأميرة منيرة بنت محمد بن سعود الكبير. متزوجة من الأمير تركي بن محمد بن عبد العزيز بن عبد الله آل سعود ولها من الأبناء الأمير فيصل، الأمير محمد، الأمير فهد، الأمير خالد، والأميرة بنية.
- الاميرة نوف بنت محمد بن سعود الكبير. متزوجة من الأمير فيصل بن مساعد بن عبد الرحمن آل سعود ولها من الأبناء الأمير سعود، الأميرة صيتة، الأميرة نجلاء، الأمير عبد الله.
- الأميرة مشاعل بنت محمد بن سعود الكبير. متزوجة من الأمير فهد بن سعود بن محمد بن عبد العزيز آل سعود.
- الأمير تركي بن محمد بن سعود الكبير. (توفي يوم الجمعة 10 محرم 1445هـ الموافق 28 يوليو 2023م وصلى عليه في جامع الإمام تركي بن عبد الله بالرياض) متزوج من الأميرة الجوهرة بنت فهد بن عبدالعزيز آل سعود.
- الأمير بندر بن محمد بن سعود الكبير (رئيس نادي الهلال السعودي السابق).(توفي يوم الاربعاء 29 جمادى الأول 1445 الموافق 13 ديسمبر 2023 م وصلي عليه يوم الخميس الموافق 14 ديسمبر في جامع الإمام تركي بن عبد الله بالرياض) متزوج من الأميره فهده بنت سعود بن محمد بن عبدالعزيز آل سعود وله من الأبناء الأمير محمد ، الأميرة ديمة ، الامير سلطان ، الأميرة سلمى ، الامير تركي .
- الأمير الشاعر فهد بن محمد بن سعود الكبير (صاحب قصيدة جوال التي غناها الفنان أيوب طارش). متزوج من الأميرة سارة بنت سلطان بن عبد العزيز آل سعود وله من الأبناء الأمير محمد,[7] الامير نايف متزوج من الأميرة نورة بنت عبدالعزيز بن عبدالله بن سعود بن عبدالعزيز آل سعود[8]، الامير سعود متزوج من الأميرة العنود بنت مشاري بن عبدالله بن عبدالعزيز بن مساعد بن جلوي آل سعود.[9]
- الأمير سعود بن محمد بن سعود الكبير. متزوج من الأميرة نورة بنت بدر بن عبد المحسن بن عبد العزيز آل سعود وله الأمير سلطان متزوج من الأميرة لولوة بنت بندر بن خالد الفيصل ، والأمير عبدالله متزوج من الأميرة الجوهرة بنت عبدالله بن سلمان بن محمد ، والأمير محمد، والأميرة فهدة (متزوجة من الأمير فهد بن سعد بن محمد بن عبد العزيز آل سعود ولها من البنات: الأميرة لولو، والأميرة العنود، والامير بندر)، والأميرة دانة (متزوجة من الأمير سلطان بن فهد بن عبد الله بن محمد آل سعود ولها من الأبناء: الأمير عبد العزيز، والأميرة ياسمين، والأمير أحمد، والأميرة هيا، والاميرة قهدة)، والأميرة لين، والأميرة العنود.
- الأمير خالد بن محمد بن سعود الكبير. متزوج من الأميرة مها بنت فهد بن سعد بن عبد العزيز آل سعود.
- الأمير سلمان بن محمد بن سعود الكبير. متزوج من الأميرة سارة بنت محمد بن عبد العزيز آل سعود.
- الأمير سعد بن محمد بن سعود الكبير. متزوج من الأميرة مضاوي بنت عبد العزيز بن فيصل آل سعود وله الأميرة يارا ، الأميرة لمار .
- الأمير عبد العزيز بن محمد بن سعود الكبير. متزوج الأميرة بدور بنت عمر بن ربيعان.
- الأميرة الجوهرة بنت محمد بن سعود الكبير. متزوجة من الأمير فهد بن بندر بن عبد العزيز آل سعود.
- الأمير الفارس بدر بن محمد بن سعود الكبير.[10]

## وفاته
توفي الأمير محمد بن سعود الكبير آل سعود في يوم الخميس 16 جمادى الآخرة 1416 هـ الموافق 9 نوفمبر 1995م في مدينة الرياض عن عمر يناهز 87 عام ودفن في مقبرة العود.

## وصلات خارجية
- الأمير محمد بن سعود الكبير.. عاشق الخيل ومرجع مهم في أصولها
- كأس الوفاء احتفاء متجدد
- الإسطبل الأزرق.. الغائب الحاضر بـسبع بطولات متتالية
- الأمير محمد بن سعود الكبير... قصة كأس الوفاء